# Sabine Schatz

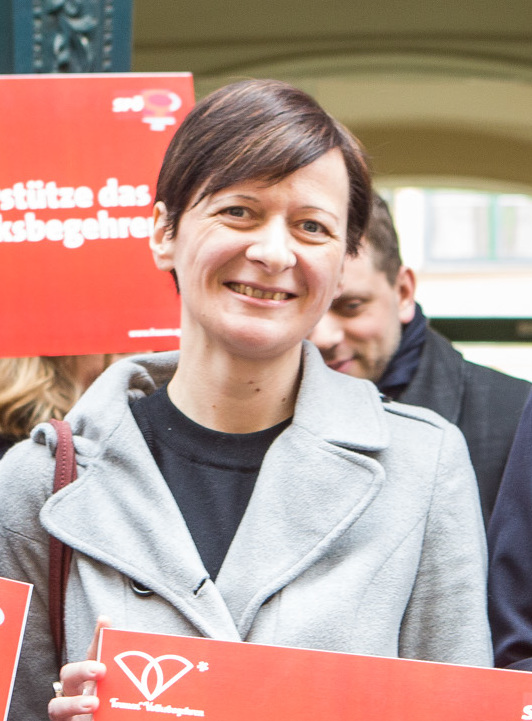
Sabine Schatz (2018)

Sabine Schatz (* 9. September 1978 in Steyr, Oberösterreich) ist eine österreichische Politikerin der Sozialdemokratischen Partei Österreichs (SPÖ). Sie wurde am 9. November 2017 als Abgeordnete zum Nationalrat angelobt.

## Leben

### Ausbildung und Beruf
Sabine Schatz besuchte nach der Volks- und Hauptschule in Ried in der Riedmark die Handelsakademie in Perg, wo sie 1998 maturierte. Anschließend war sie bei der Sparkasse Oberösterreich angestellt, danach unter anderem für die Sozialistische Jugend Österreich, das Jugenderholungsvereins Europacamp in Weißenbach am Attersee und die Österreichischen Kinderfreunde tätig. Seit 2013 ist sie Mitarbeiterin in der Kommunikationsabteilung der SPÖ Oberösterreich.
2019 wurde sie zur stellvertretenden Vorsitzenden der ASKÖ Mühlviertel gewählt, Vorsitzender wurde Michael Lindner.

### Politik
Sabine Schatz war ab 1994 Vorstandsmitglied der Sozialistischen Jugend (SJ) in Mauthausen und ab 1999 Vorsitzende der Sozialistischen Jugend in Ried in der Riedmark, wo sie seit 2001 stellvertretende Vorsitzende der SPÖ ist. Von 2001 bis 2005 gehörte sie dem Landesparteivorstand der SPÖ Oberösterreich an, von 2002 bis 2008 war sie Vorsitzende der SJ im Bezirk Perg. Seit 2002 ist sie Mitglied des SPÖ-Bezirksparteivorstandes im Bezirk Perg. Seit 2003 gehört sie dem Gemeinderat in Ried in der Riedmark an, seit 2012 ist sie Mitglied des dortigen Gemeindevorstandes. Seit 2013 fungiert sie als Vorsitzende der SPÖ Frauen im Bezirk Perg und Landesfrauenvorsitzende-Stellvertreterin der SPÖ Oberösterreich.
Bei der Nationalratswahl 2017 kandidierte sie in Nachfolge von Marianne Gusenbauer-Jäger für den Regionalwahlkreis Mühlviertel. In der XXVI. Gesetzgebungsperiode war sie Mitglied im Ausschuss für Menschenrechte, im Gleichbehandlungsausschuss, im Kulturausschuss und seit Juni 2018 auch im Unvereinbarkeitsausschuss. Bei der Nationalratswahl 2019 trat sie im Regionalwahlkreis Mühlviertel an vorderster Stelle an. Im SPÖ-Parlamentsklub fungiert sie in der 26. und 27. Gesetzgebungsperiode als SPÖ-Bereichssprecherin für Erinnerungskultur. Für die Nationalratswahl 2024 wurde sie erneut SPÖ-Spitzenkandidatin für das Mühlviertel. In der XXVIII. Gesetzgebungsperiode wurde sie im März 2025 Bereichssprecherin für Frauen und Erinnerungskultur, außerdem wurde sie zur Vorsitzenden des Gleichbehandlungsausschusses gewählt.